# Sant Pere de Pedrís
Sant Pere de Pedrís és una església del Pedrís al municipi de Bellcaire d'Urgell (Noguera) inclosa a l'Inventari del Patrimoni Arquitectònic de Catalunya.

## Descripció
Moderna església de planta rectangular. Els costats més curts són corbats. Aquesta església està tota feta amb totxo.
S'hi va pel camí de Pedrís que surt del km 139,7 de la carretera C-53 (de Tàrrega a Balaguer).

## Història
Aquesta és la nova església del Pedrís, realitzada amb l'ajut dels seus devots, ja que l'església romànica fou destruïda.
Aquesta església es troba oberta al culte, cada diumenge se celebra una missa, aquest lloc és aprofitat com a lloc de reunió dels habitants del Pedrís.